# André Barros
André Teixeira Monteiro de Barros (Santiago, 21 de junio de 1965) es un actor y director brasileño nacido en Chile. Es hijo del periodista y político Artur da Távola. Su padre se encontraba exiliado en Chile en la época en que André nació.
André participó de algunas telenovelas de la Rede Globo, como Força de um Desejo (1999-2000) y Celebridad (2003-2004), ambas del autor Gilberto Braga. Está casado con la actriz Patrícia Werneck, con quien tiene un  hijo, Antônio Werneck Barros, nacido el 31 de julio de 2010. Seu último trabajo como actor fue en la telenovela Insensato corazón, donde retomó la dupla con Gilberto Braga.

## Trabajos en televisión
- 2011 Insensato corazón - Zeca
- 2006 JK - Clóvis Pinto
- 2003 Celebridad - Joel Cavalcanti
- 2001 Malhação - Rafael
- 2000 Aquarela do Brasil - Raimundo
- 1999 Força de um Desejo - Trajano Cantuária
- 1998 Labirinto - Beto
- 1997 Você Decide - O Desfalque
- 1996 O Campeão - Tasso
- 1996 Colégio Brasil - Dan
- 1993 Guerra sem Fim - Guará
- 1993 Olho por Olho - Xuxa
- 1992 Anos Rebeldes - Bernardo

## Trabajos en cine
- 2003 O Homem do Ano - Marlênio
- 2002 As Três Marias - João Capadócio
- 1995 Cinema de Lágrimas
- 1993 Batimam e Robim - Mário/Robim
- 1990 Stelinha